# Кипар на Светском првенству у атлетици на отвореном 2023.
Кипар је учествовао на 19. Светском првенству у атлетици на отвореном 2023. одржаном у Будимпешти од 19. до 27. августа осамнаести пут. Није учествовао 2011. године. Репрезентацију Кипра представљало је 6 атлетичара (3 мушкарца и 3 жене) који су се такмичили у 7 дисциплина (3 мушке и 4 женске).,
На овом првенству такмичари Кипра нису освојили ниједну медаљу нити су остварили неки резултат.

## Учесници
| Мушкарци: - Милан Трајковић — 110 м препоне - Апостолос Парелис — Бацање диска - Александрос Пурсанидис — Бацање кладива | Жене: - Оливија Фотопулу — 100 м, 200 м - Наталија Кристофи — 100 м препоне - Елена Куличенко — Скок увис |

## Резултати

### Мушкарци
| Атлетичар              | Дисциплина     | Лични рекорд | Квалификације  | Квалификације | Полуфинале   | Полуфинале | Финале                | Финале       | Детаљи |
| Атлетичар              | Дисциплина     | Лични рекорд | Резултат       | Место         | Резултат     | Место      | Резултат              | Место        | Детаљи |
| ---------------------- | -------------- | ------------ | -------------- | ------------- | ------------ | ---------- | --------------------- | ------------ | ------ |
| Милан Трајковић        | 110 м препоне  | 13,25 НР     | 13,33(.325) КВ | 2. у гр. 4    | 13,33        | 5. у гр. 2 | Нису се квалификовали | 12 / 43 (45) |        |
| Апостолис Парелис      | бацање диска   | 66,32 НР     | 62,10          | 12. у гр. А   |              |            | Нису се квалификовали | 12 / 35      |        |
| Александрос Пурсанидис | бацање кладива | 74,05        | 71,63          | 11. у гр. А   | 27 / 33 (35) |            | Нису се квалификовали |              |        |

### Жене
| Атлетичарка       | Дисциплина    | Лични рекорд | Квалификације | Квалификације | Полуфинале            | Полуфинале            | Финале                | Финале       | Детаљи |
| Атлетичарка       | Дисциплина    | Лични рекорд | Резултат      | Место         | Резултат              | Место                 | Резултат              | Место        | Детаљи |
| ----------------- | ------------- | ------------ | ------------- | ------------- | --------------------- | --------------------- | --------------------- | ------------ | ------ |
| Оливија Фотопулу  | 100 м         | 11,25        | 11,38(.377)   | 5. у гр. 4    | Није се квалификовала | Није се квалификовала | Није се квалификовала | 34 / 54 (56) |        |
| Оливија Фотопулу  | 200 м         | 22,71        | 22,65 КВ, ЛР  | 3. у гр. 2    | 22,73                 | 5. у гр. 1            | Нису се квалификовале | 15 / 44 (45) |        |
| Наталија Кристофи | 100 м препоне | 12,84 НР     | 12,90(893) КВ | 4. у гр. 5    | 13,15                 | 8. у гр. 1            | Нису се квалификовале | 23 / 43      |        |
| Елена Куличенко   | Скок увис     | 1,92         | 1,92 кв, =ЛР  | 6. у гр. А    |                       |                       | 1,90                  | 13 / 34 (35) |        |